# Athanásios Miaúlis
Athanasios Miaoulis (em grego: Αθανάσιος Μιαούλης; n. 1815 - f. 1867) foi um político da Grécia. Ocupou o cargo de primeiro-ministro da Grécia de 25 de Novembro de 1857 até 7 de Junho de 1862.